# Christian Meyer (Künstler)

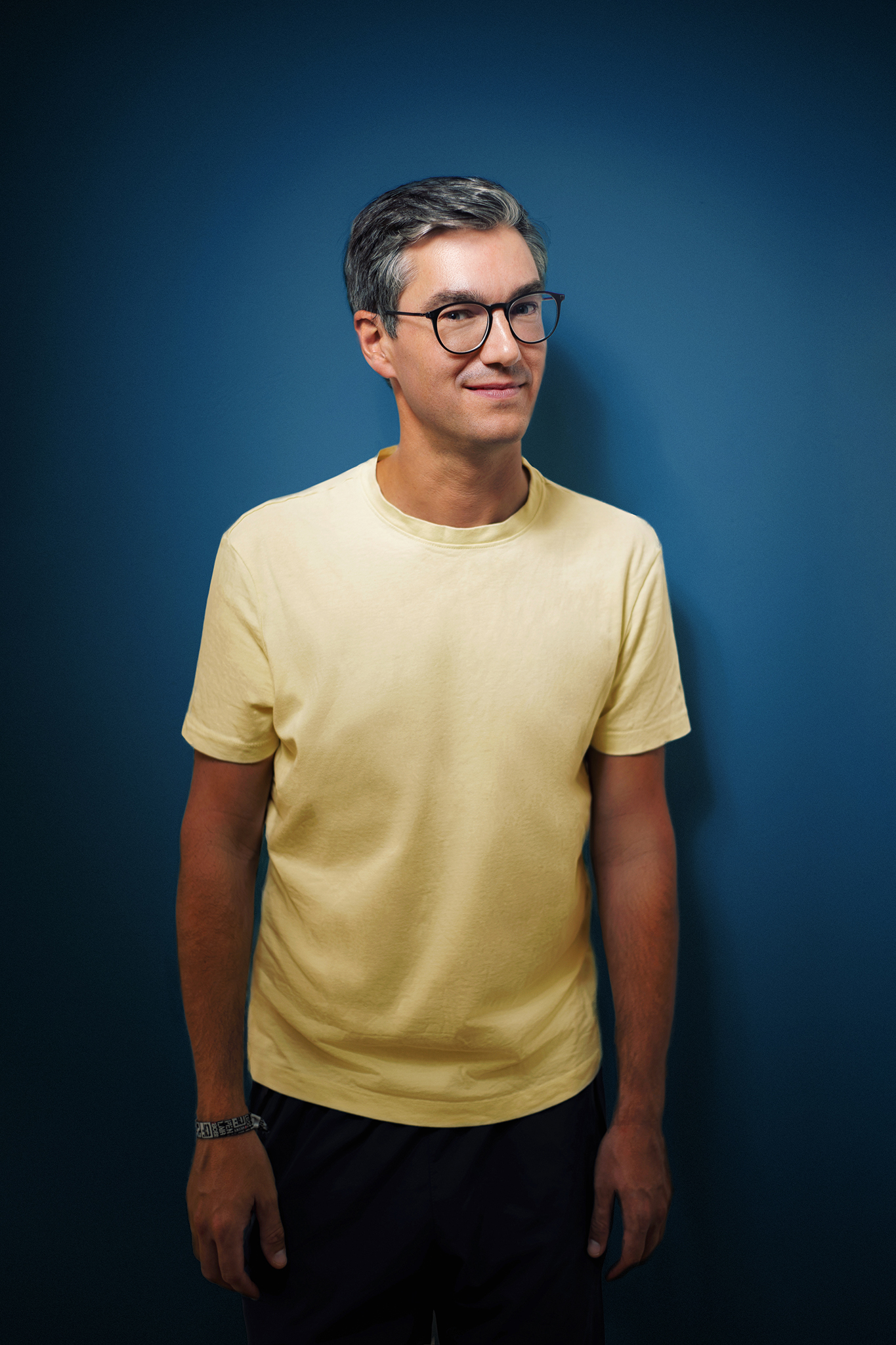
Christian Meyer (2022)

Christian Meyer (* 1982 in Lüneburg) ist ein deutscher Moderator, Musiker, Kleinkünstler und Autor.

## Leben
Meyer wuchs in Lilienthal bei Bremen und in Lüneburg auf. In der Kirchenmusikgruppe St. Nicolai in Lüneburg stand er mit 8 Jahren zum ersten Mal auf einer Bühne und sang von 14 bis 19 Jahren in der Schülerband GrassGrün, die zweimal (1999 und 2000) den Lüneburger Rockpreis gewann, vergeben vom Deutschen Rock & Pop Musikerverband. Nach dem Abitur absolvierte er seinen Zivildienst in der AWO Tagesstätte in Stuttgart-Botnang.
Nach einem zweimonatigen Praktikum bei der Oliver-Geissen-Show in Hürth bei Köln, zog er zum Studium der Germanistik, Neueren und Neusten Geschichte und Soziologie nach Leipzig. 2009 erhielt er den Magister artium der Universität Leipzig.
2004 erreichte er bei den deutschsprachigen Meisterschaften im Poetry Slam in Stuttgart den elften Platz. Danach moderierte und organisierte er Poetry Slams, z. B. in Leipzig und Jena.
Meyer spielte in mehreren Bands, wie Woodruff and the Snibble of Azimuth, Blossom und acid.milch & honig. Er singt aktuell noch gelegentlich mit André Kreißler von acid.milch & honig in dem 90er-Jahre-Cover-Duo 2limited und mit Julius Fischer bei The Fuck Hornisschen Orchestra, mit dem er mehrere Preise gewann. Aus seinen Bandprojekten entstanden mehrere CD- und DVD-Veröffentlichungen.
Zusammen mit Fischer moderierte und konzipierte er 2014 bis 2018 die Fernsehshow Comedy mit Karsten (42 Folgen) im Mitteldeutschen Rundfunk (MDR). 2017 und 2018 moderierten sie zusammen die Poetry-Slam-Sendung [sla(m]dr), ebenfalls im MDR. Alleine moderierte Meyer 2013 fünf Folgen von MDR Festival 2013  und berichtete darin von verschiedenen Musikfestivals. Außerdem war er 2017–2020 Gastgeber von zehn Folgen Humorzone – Das Magazin, einem Live-Talk-Format im MDR.
Als künstlerischer Leiter war er 2009 bis 2011 in der Scheune Dresden und 2017 bis 2019 im Kupfersaal Leipzig tätig. Er hat die künstlerische Leitung des ehemaligen Polittbüros, heute Centralkomitee, am Hamburger Steindamm inne.
2019 gab er die Moderationstätigkeit auf und schrieb den Roman Flecken. Meyer lebt auf einem Campingplatz in der Elbmarsch.